# Eurocon 1983
Eurocon 1983, acronim pentru Convenția europeană de science fiction din 1983, a avut loc la Ljubljana în Iugoslavia, astăzi în  Slovenia .